# Нірвана (фільм)
«Нірвана» — російський кінофільм, драма, знятий в 2008 році режисером Ігорем Волошиним. Фільм присвячений проблемам молоді.

## Зміст
Вел живе в Пітері зі своїм хлопцем Валерою. До них у будинок переїздить нова сусідка на ім'я Аліса. Дівчата починають спілкуватися. Аліса розуміє, що головне для Вел у житті — це Валера, а в іншому вона досить прагматична й абсолютно позбавлена рожевих окулярів. Та коли Валера зникає з життя Вел, то до неї приходить усвідомлення — тільки на Алісу можна розраховувати в цьому світі.

## Ролі
| Актор             | Роль               |
| ----------------- | ------------------ |
| Ольга Сутулова    | Аліса              |
| Артур Смольянінов | Валера Мертвий     |
| Марія Шалаєва     | Вел                |
| Михайло Євланов   | Ларус              |
| Тетяна Самойлова  | Маргарита Іванівна |

## Знімальна група
- Режисер: Ігор Волошин
- Сценарій: Ольга Ларіонова
- Продюсер: Сергій Сельянов
- Оператор: Дмитро Яшонков
- Композитор: Олександр Копєйкін
- Художник: Павло Пархоменко
- Художник по костюмах: Надія Васильєва